# Британская премия фэнтези
Британская премия фэнтези (англ. The British Fantasy Awards) — престижная награда в литературном мире, учрежденная Британским обществом фэнтези (The British Fantasy Society). С 1972 по 1976 годы была известна под названием «Премия Августа Дерлета» (The August Derleth Fantasy Award). Вручается ежегодно на конвенте FantasyCon по итогам голосования членов BFS. Перечень номинаций неоднократно менялся в течение всего периода существования премии и на данный момент включает 2 основные категории: Лучший роман фэнтези (Best Fantasy Novel (the Robert Holdstock Award)) и Лучший роман хоррора (Horror Novel (the August Derleth Award)).

## История
В 1971 году признанный мастер в жанре «хоррор» Рэмси Кэмпбелл выступил с предложением, чтобы Британское общество фэнтези учредило премию в честь недавно умершего Августа Дерлета, известного американского писателя в жанрах фэнтези и хоррор. Уже в следующем году Премию Августа Дерлета (The August Derleth Fantasy Award) получил Майкл Муркок за свой роман «Рыцарь Мечей».
В течение нескольких лет после этого награды, учреждённые Британским обществом фэнтези, были известны под общим названием «Премии Фэнтези Августа Дерлета» и включали в себя несколько номинаций. По мере роста и расширения BFS расширилась и область охвата Премии: помимо номинаций за лучшие повесть и рассказ, появились также номинации в области малотиражных изданий, живописи, комиксов и кино. Общество решило, что пора выходить на другой уровень, и начиная с 1976 года Премия фэнтези Августа Дерлета стала Британской премией фэнтези (British Fantasy Awards), однако с тем условием, что премия за лучший роман будет по-прежнему носить имя Августа Дерлета.
В настоящее время FantasyCon, на котором нем происходит вручение премий и проводятся Ежегодные Общие собрания BFS, проходит один раз год. Последнее на данный момент вручение премии состоялось 20 октября 2019 года в Глазго.

## Условия получения премии и номинации
У Британского общества фэнтези существует своя Конституция (The Constitution of the British Fantasy Society), где также прописаны положения о конвенте фантастики и фэнтези FantasyCon, на котором вручается премия. Это ежегодный конвент, проводимый BFS, в рамках которого проходит общее Собрание Общества и вручение премии. Премия British Fantasy Awards вручается сразу по окончании банкета конвента. Награды совместно спонсируются Обществом и конвентом.
Более того, у премии также есть отдельная Конституция (The British Fantasy Awards Constitution), где подробно описываются общие принципы вручения, категории, механизм и сроки подачи заявок, а также процедура самой церемонии вручения.
Важно отметить, что премия может присуждаться не только британским писателям, но и гражданам других стран за произведения, написанные на английском языке и внесшие вклад в развитие жанра. Члены BFS голосуют за определение коротких списков наград, а победители определяются специальным жюри.
Изначально премия присуждалась за лучший роман, но уже со второго года существования количество номинаций постепенно возрастало. Некоторые номинации исчезали, появились новые в зависимости от интересов общества. Например, всё меньше людей принимало участие в голосовании за лучший комикс; а категорию «Лучшего фильма» стало попадать меньше работ, так как лауреаты утратили интерес к этой категории. Однако обе номинации возродились в 2009 году, тогда же были введены две новые: в области телевидения и журналов.
На данный момент (2019 год) премия вручается в 14-ти основных номинациях: Лучший фантастический роман (Премия Роберта Холдстока), Лучший роман ужасов (Август Дерлет), Лучшая повесть, Лучший рассказ (малая форма), Лучший художник, Лучшая антология, Лучший сборник, Лучший комикс/графический роман, Лучшее нехудожественное издание или сайт, Лучшее независимое издательство, Лучшее периодическое издание, Лучший фильм, Лучшее аудио, Премия им. Сиднея Дж. Баундса лучшему дебютанту. Также существует Специальная премия им. Карла Эдварда Вагнера. Специальная премия присуждается за «важный вклад в жанр или общество» по усмотрению комитета BFS.

## Дизайн награды
Менялись не только номинации Премии, но и дизайн самой награды. Так, изначально приз, дизайнером которого выступил Джеймс Которн, имел форму свитка, но на ежегодном общем собрании BFS в 1974 году было предложено использовать более устойчивый символ. В следующем году дизайн награды (фигура в капюшоне) разработал Джим Питтс.
А в 1980 году на смену дизайну Джима Питтса пришел другой образ, разработанный Дэйвом Карсоном, — тёмная статуэтке в стиле фэнтези, известный и по сей день. Внешний вид приза был модернизирован в 2005 году.

## Культурное и общественное значение
Ежегодно конвент FantasyCon собирает тысячи профессионалов и любителей в области фантастики и фэнтези, это в своем роде уникальная площадка. Новости о вручении премии и списки лауреатов регулярно публикуются ведущими зарубежными и отечественными изданиями в области НФ и фэнтези. Например, в России это «Мир фантастики».
Кроме того, Британское общество фэнтези регулярно публикует не только обзоры на все значимые произведения этих жанров, но также эксклюзивные интервью с авторами, включая самых известных, например Робин Хобб, чье имя давно заняло лидирующие позиции в современной фэнтэзийной литературе, или Терри Пратчетта, признанного гения жанра, суммарный тираж книг которого составил около 50 миллионов экземпляров.
Премию в разные годы получали такие именитые авторы, как Майкл Муркок, Пол Андерсон, Пирс Энтони, Рэмси Кэмпбелл, Стивен Кинг, Дэн Симмонс, Грэм Джойс, Чайна Мьевиль, Саймон Кларк, Нил Гейман и многие другие.

## Критика
1. Лауреаты. Существенную критику вызывает повторение одних и тех же имён в списке лауреатов. Так, Рэмси Кэмпбелл удостаивался награды 12 раз, Стивен Кинг — 7 раз, Майкл Муркок и Грэм Джойс — по 6 раз. Дуэт Дэвида Саттона и Джонса получил не менее восьми наград за издание рассказов в жанре фэнтези (не считая тех случаев, когда каждый из них получал премии отдельно). В число других регулярных номинантов также входят Карл Эдвард Вагнер, Клайв Баркер и Кристофер Фаулер.
2. Жанр. За последние годы премию все чаще стали получать произведения в жанре литературы ужасов (хоррора), несмотря на то, что премия называется «Премия фэнтези», что вызывало определённое недовольство читающей публики. Именно с этим связано выделение такой отдельной номинации, как Премия имени Августа Дерлета (лучший хоррор-роман).
3. Специальная премия. Неоднократно поднимался вопрос о целесообразности выделения этой номинации и о её подконтрольности BFS. Изначально эта премия вручалась нерегулярно. Лауреатом может стать как заслуженный автор, так и подающий надежды новичок, издатель и в принципе любой человек (вплоть до организатора какого-либо мероприятия, связанного с тематикой премии), внёсший вклад в развитие жанра, и даже просто участник BFS, оказавший услугу Обществу.